# 若望四世 (布拉班特)
若望四世（法語：Jean IV de Brabant，1403年6月11日—1427年4月17日），布拉班特公爵，1415年至1427年在位。
1418年，若望四世與巴伐利亞的賈桂琳結婚。賈桂琳是埃諾、荷蘭女伯爵，因此兩人的婚姻使兩地與布拉班特成為共主邦聯。然而賈桂琳的叔叔約翰三世亦主張擁有埃諾、荷蘭繼承權；若望四世與其妥協，由約翰三世擔任攝政。賈桂琳隨後宣布與若望四世的婚姻廢除。